# 후아나 비뇨치
후아나 비뇨치(Juana Bignozzi, 1937년~2015년 8월 5일)는 아르헨티나의 번역가, 기자, 시인이다.

## 생애
후아나 비뇨치는 1937년 아나키스트이자 반페론주의자인 부모 아래서 태어났다. 경제적으로 낙후된 환경에서 자랐음에도 부모의 교육 철학 덕에 문화적, 교육적 혜택을 누리며 성장했다.
1950년대 후반 공산당에 가입했고, 당내 시인 동인 '딱딱한 빵(El Pan Duro)'에 합류했다. 1960년대에는 공산당에서 발간하는 출판물을 편집했다.
1974년 우고 마리아니와 결혼하여 국가 재건 과정이 시작되기 전에 바르셀로나로 이주했다. 몇 년 후에 돌아올 것이라 생각하고 떠난 것이기에, '망명' 대신 '무국적'이라는 표현을 썼다. 비뇨치는 스페인에서 30년 동안 번역가로 일했으며, 피렌체를 자주 여행했다.
2000년 시립 시상(Munipical Poetry Prize), 2004년 코넥스 상(Konex Prize)을 수상했으며, 2013년에는 아르헨티나 국립 도서관에서 수여하는 로사 데 코브레 상을 수상했다.

## 저서
- 《세상의 법, 당신의 법》, 구유 옮김(읻다, 2020)